# 691 Lehigh
691 Lehigh este un asteroid din centura principală, descoperit pe 11 decembrie 1909, de Joel Metcalf.